# Przełęcz Spalona

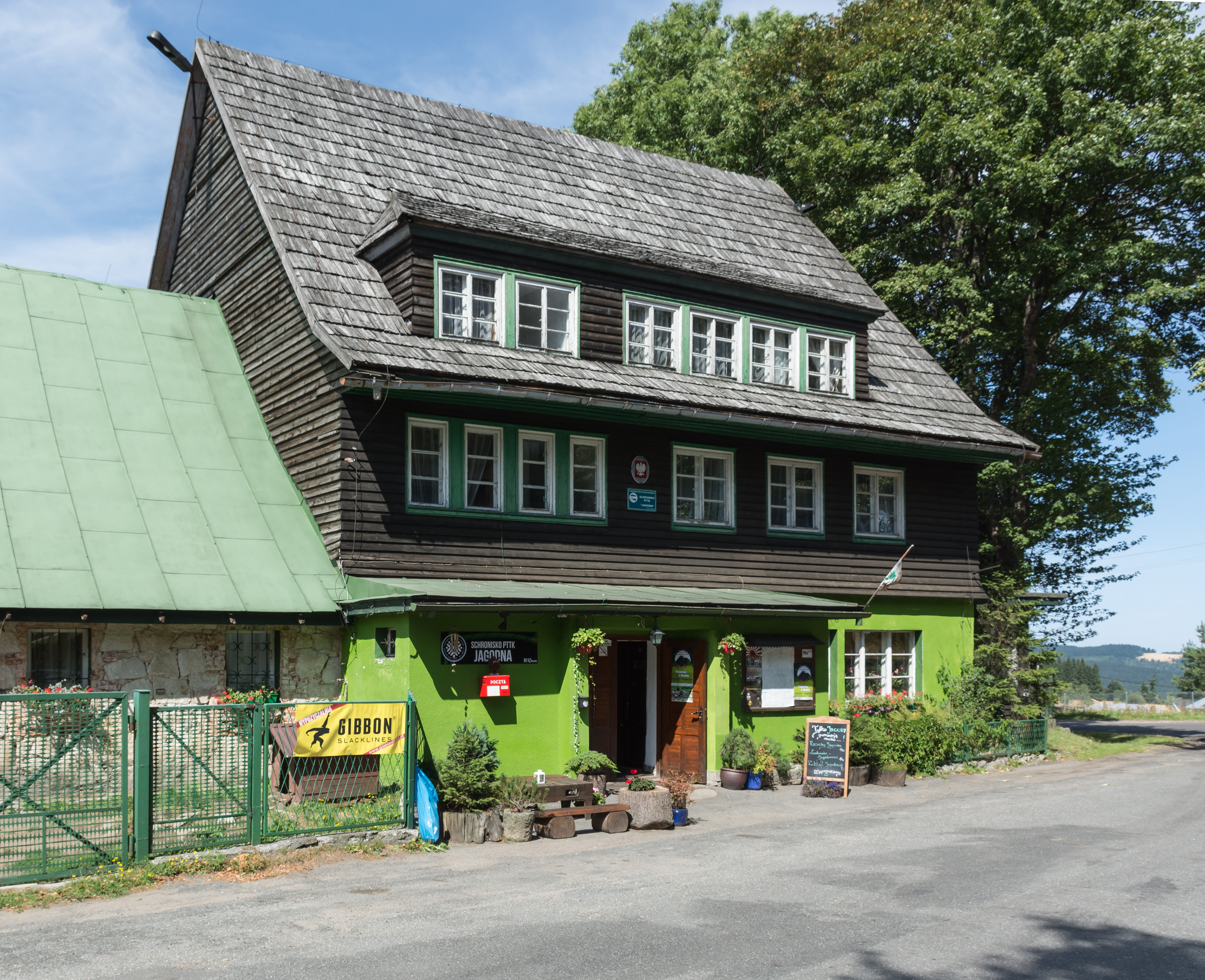
Schronisko PTTK „Jagodna” leżące na przełęczy

Przełęcz Spalona (niem. Brandpass, 754 m n.p.m.) – przełęcz w południowo-zachodniej Polsce w Sudetach Środkowych, w Górach Bystrzyckich.

## Położenie i opis
Przełęcz położona jest około 8,5 km na południowy zachód od centrum miejscowości Bystrzyca Kłodzka, w południowej części Gór Bystrzyckich, po północno-zachodniej stronie Jagodnej. Stanowi rozległe, mało widoczne w terenie obniżenie o łagodnych zboczach i podejściach, płytko wcinające się w masyw pasma, i dzieli Góry Bystrzyckie na część południową i północną.
Przełęcz Spalona to powszechnie używana nazwa rozległej łąki na wierzchowinie Gór Bystrzyckich, położonej na wysokości 800–815 m n.p.m. Miejsce to nie przypomina ukształtowaniem przełęczy. Właściwa przełęcz znajduje się na wysokości 788 m n.p.m. i leży nieco na północny zachód poniżej schroniska Jagodna. Na łące znajduje się węzeł szlaków turystycznych, a także połączenie widokowej Spalonej Drogi z Bystrzycy Kłodzkiej na przełęcz do tzw. Autostrady Sudeckiej (do 1945 roku zwanej Autostradą Göringa) prowadzącej z Dusznik-Zdroju do Międzylesia. Przy drodze koło skrzyżowania dróg, w budynku dawnej karczmy z 1895 roku znajduje się schronisko górskie „Jagodna”, a także stok i wyciąg narciarski oraz dwa przebudowane bunkry.

## Szlaki turystyczne
Przez przełęcz przechodzą trzy szlaki turystyczne: 
- – czerwony Główny Szlak Sudecki z Długopola-Zdroju do Zieleńca,
- – niebieski szlak schronisko „Pod Muflonem” – Międzylesie,
- – zielony szlak Gorzanów – Bystrzyca Kłodzka.